# Crise política na Somália em 2021
A crise política somali de 2021–2022 é uma grande crise política que eclodiu na Somália depois que o presidente Mohamed Abdullahi Mohamed (também conhecido como Farmajo) se recusou a renunciar em 8 de fevereiro de 2021, quando seu mandato presidencial expirou. O presidente havia firmado um acordo em 17 de setembro de 2020 com cinco líderes regionais sobre a realização de eleições parlamentares e presidenciais, entretanto, Farmajo decidiu adiar as eleições e pretendia continuar inconstitucionalmente no poder, insistindo em estender seu mandato apesar da objeção frontal da oposição política e dos estados autônomos de Jubaland e Puntland.
A instabilidade política se intensificou a partir de então, com protestos antigovernamentais ocorrendo após a decisão do governo de adiar as eleições presidenciais de 2021, que contou com a presença de milhares de apoiadores da oposição, agitando e segurando bandeiras somalis e exigindo a renúncia do governo. A tensão aumentou quando tiros foram disparados durante as manifestações de 19 e 20 de fevereiro em Mogadíscio. Os manifestantes realizaram manifestações de protesto nas próximas semanas e exigiam um sucessor em Mogadíscio. A onda de protestos visa derrubar o governo e agendar as eleições presidenciais o mais rápido possível e, esperançosamente, acabar com a crise política e os distúrbios.
Por sua vez, o presidente de facto Farmajo continuou as negociações políticas com a oposição e com dois dos cinco estados que compõem a Somália para acordar a celebração das eleições presidenciais. Depois que nenhum acordo foi alcançado, a câmara baixa do parlamento somali aprovou uma prorrogação de dois anos do mandato presidencial de Farmajo, não apenas com forte discordância da oposição e dos dois estados autônomos, mas também da câmara alta do Parlamento, de vários ex-presidentes e parte da comunidade internacional. Antes da sessão parlamentar, a principal autoridade policial da capital da Somália ordenou que ela fosse suspensa e instou o primeiro-ministro Mohamed Hussein Roble a assumir o controle e chegar a um consenso transversal. O comandante da polícia foi demitido.
A situação se agravaria a partir de 25 de abril, quando soldados amotinados invadiram a capital Mogadíscio, assumiram o controle de várias partes da cidade e iniciaram confrontos armados para forçar a saída do presidente. Em 1 de maio, Farmajo renunciou à prorrogação extraconstitucional de seu mandato para amenizar as tensões. Em uma aparição perante o Parlamento, ele confirmou novamente que apoiava o acordo assinado com a oposição em 17 de setembro de 2020. Em 29 de dezembro de 2021, tropas leais a Hussein Roble se reuniram em frente ao palácio presidencial da capital após o presidente Abdullahi Mohamed tentar suspender o primeiro-ministro no que foi descrito por uma tentativa de autogolpe.
Em 10 de janeiro, os líderes somalis anunciaram que chegaram a um acordo para concluir as eleições parlamentares até 25 de fevereiro, após repetidos atrasos que ameaçaram a estabilidade do país. O acordo no foi alcançado após vários dias de conversações organizadas por Roble com líderes estaduais visando acabar com um impasse nas eleições.